# Каракозов, Георгий Константинович
Георгий Константинович Каракозов (23 марта 1926 — 9 сентября 2023) — разработчик твердотопливных зарядов для двигателей авиационных ракет, лауреат Государственной премии СССР (1987), соавтор теории Ленуара-Робийяра-Каракозова.

## Биография
Родился и вырос в Москве. Сын греческого революционера Константина Стилиановича Каракозова, репрессированного в СССР в 1938 году.
Окончил Московский авиационный институт (1948).
Работал в НИИ-1 МСХМ и КБ-2 Минсельхозмаша (г. Хотьково Сергиево-Посадского района Московской области) в подразделении, где велась разработка неуправляемых зенитных ракет и противотанковых реактивных снарядов. В 1951 году КБ-2 вошло в состав ГСНИИ-642 МСХМ, где были объединены несколько конструкторских бюро по разработке крылатых и пороховых ракет, радиоуправляемых и самонаводящихся авиабомб. Сейчас — ОАО «ЦНИИСМ» (ЦНИИ специального машиностроения).
В 1964 году окончил заочную аспирантуру Московского ордена Ленина института теплотехники и защитил кандидатскую диссертацию (руководитель Надирадзе Александр Давидович), в которой для определения теплового потока с учетом вдува использовал предельный относительный закон теплообмена для изотермического турбулентного пограничного слоя (подход Ленуара-Робийяра-Каракозова).
Последняя должность — начальник отдела. 
Специалист в области технической химии и химии боеприпасов. Руководил разработкой твердотопливных зарядов для двигателей авиационных ракет. Разработал контракцию двигателя, использовавшего низкомолекулярное смесевое ракетное топливо. Его разработки используются в межконтинентальных баллистических ракетах «Тополь» и «Ярс»
С 1992 года на пенсии. Жил в Останкинском районе Москвы.
Лауреат Государственной премии СССР (1987). Награждён орденом «Знак Почёта», медалью «За доблестный труд в Великой Отечественной войне 1941—1945 гг.» и медалью ВДНХ.

## Сочинения
- Каракозов Г. К. Автореферат дис. … канд. техн. наук. — М.: ЦНИИХМ, 1964. — 240 с.